# Danh sách loại hợp kim
Danh sách các hợp kim có đến hiện nay và được sắp xếp theo thứ tự số nguyên tử của nguyên tố hóa học.
Chú ý: Bài này chỉ có tính liệt kê, nội dung chi tiết vui lòng xem các bài bách khoa về mỗi loại hợp kim.

## Hợp kim củamagnesi
- Magnox (nhôm)

## Hợp kim củanhôm
- Al-Li (liti)
- Alnico (nickel và cobalt)
- Đura (đồng)

## Hợp kim củakali
- NaK (natri)

## Hợp kim củasắt
- Thép (carbon)
  - Thép không gỉ (chromi, nickel)
    - AL-6XN
    - Hợp kim 20
    - Celestrium
    - Thép không gỉ hàng hải (Marine Grade Stainless)
    - Thép không gỉ mactenit
    - Thép không gỉ dùng cho dụng cụ y tế

  - Thép silic
  - Thép carbon
  - Thép hợp kim thấp
  - Thép hợp kim cao
  - Thép dụng cụ
  - chromiolip
  - Thép đamat
  - Thép hợp kim thấp có độ bền cao
  - Thép gió
  - Thép mactenxit già
- Sắt (carbon)
- Gang (carbon)
- Fernico (nickel, cobalt)
- Elinva (nickel, chromi)
- Inva (nickel, carbon)
- Kova (nickel, cobalt)
- Gang kính
- Hợp kim Ferô
  - Ferô bor
  - Ferô chromi
  - Ferô silic
  - Ferô mangan
  - Ferô mô lip đen
  - Ferô magnesi
  - Ferô nickel
  - Ferô titani
  - Ferô vanadi (Ferrovanadium)

## Hợp kim củacobalt
- Stalit (chromi, wolfram, carbon)
- Anico (hợp kim từ tính)
- Vitali

## Hợp kim củanickel
- May so (đồng, kẽm)
- chromien (chromi)
- Hastenlloy (molypden, chromi và đôi khi wolfram)
- Inconel (chromi, sắt)
- Permalloy

## Hợp kim củađồng
- Đồng beryli (beryli)
- Đồng nickel (nickel)
- Bilon (bạc)
- Đồng thau (kẽm)
  - Đồng thau Calamin (kẽm)
  - Bạc Trung Hoa (kẽm)
- Đồng thiếc (thiếc, nhôm hoặc các nguyên tố khác)
- Hepatizon
- Shakudō

## Hợp kim củathiếc
- Thiếc hàn (chì, antimon)
- Hợp kim Babit

## Hợp kim củavàng
- Vàng hồng (Đồng)

## Hợp kim củachì
- Hợp kim đúc chữ (Thiếc, antimon)